# Mezhduréchensk
Mezhduréchensk (en ruso: Междуреченск) es una ciudad del óblast de Kémerovo, Rusia. Se encuentra en las estribaciones de la montaña Shorii, en el punto en que el río Usa vierte sus aguas al río Tom, en la Cuenca de Kuznetsk, a 325 km. por carretera al sudeste de Kémerovo y a unos 72 km de Novokuznetsk.

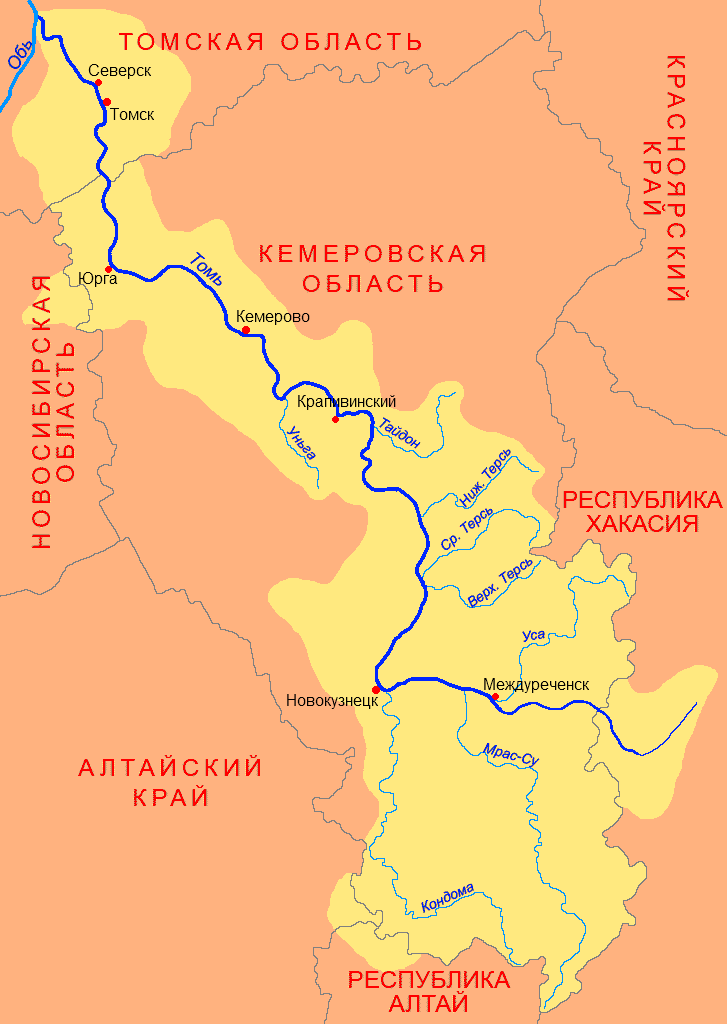
Mapa en ruso del río Tom (Томь) en el que aparece Mezhduréchensk (Междуреченск)

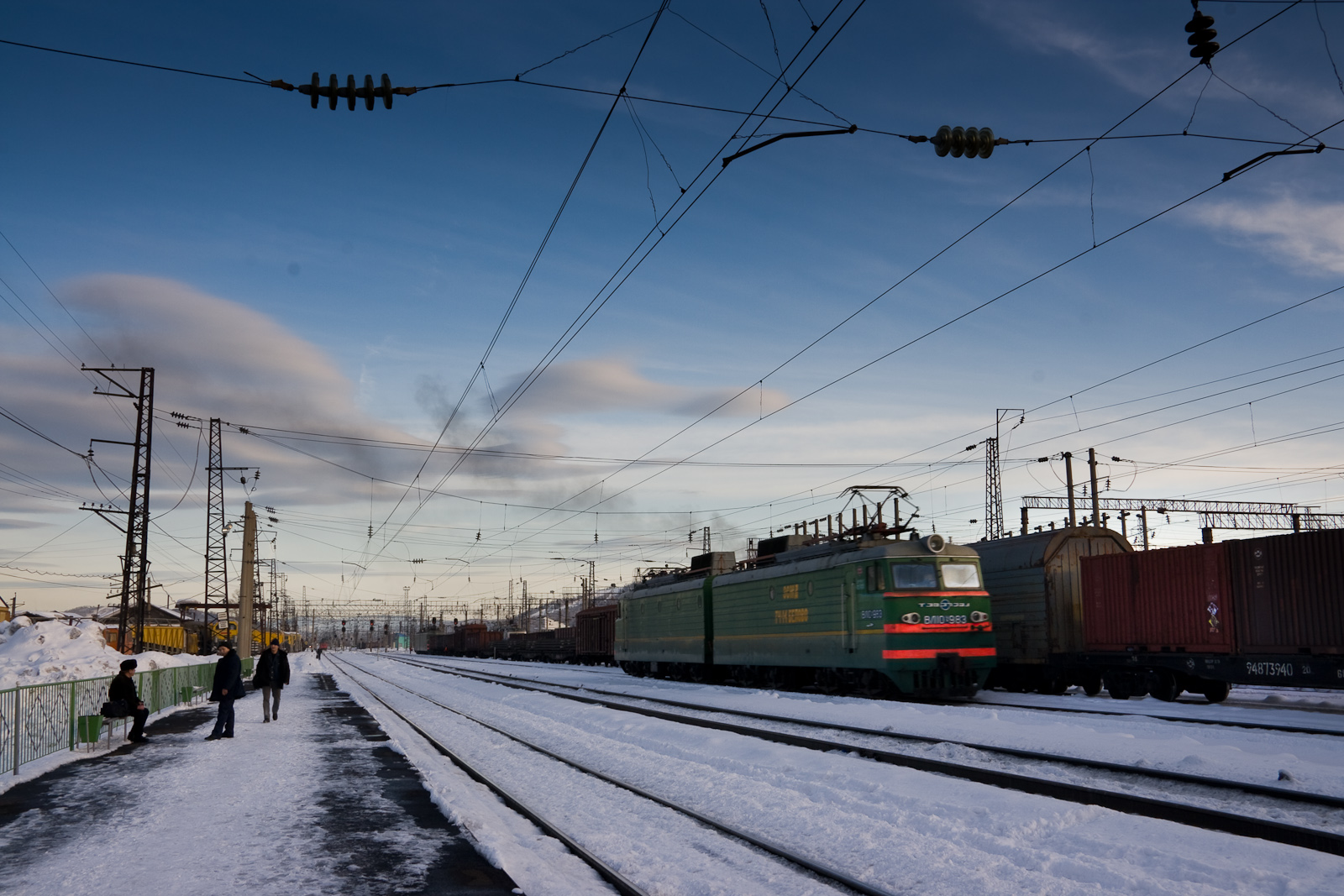
Estación de ferrocarril de Mezhduréchensk

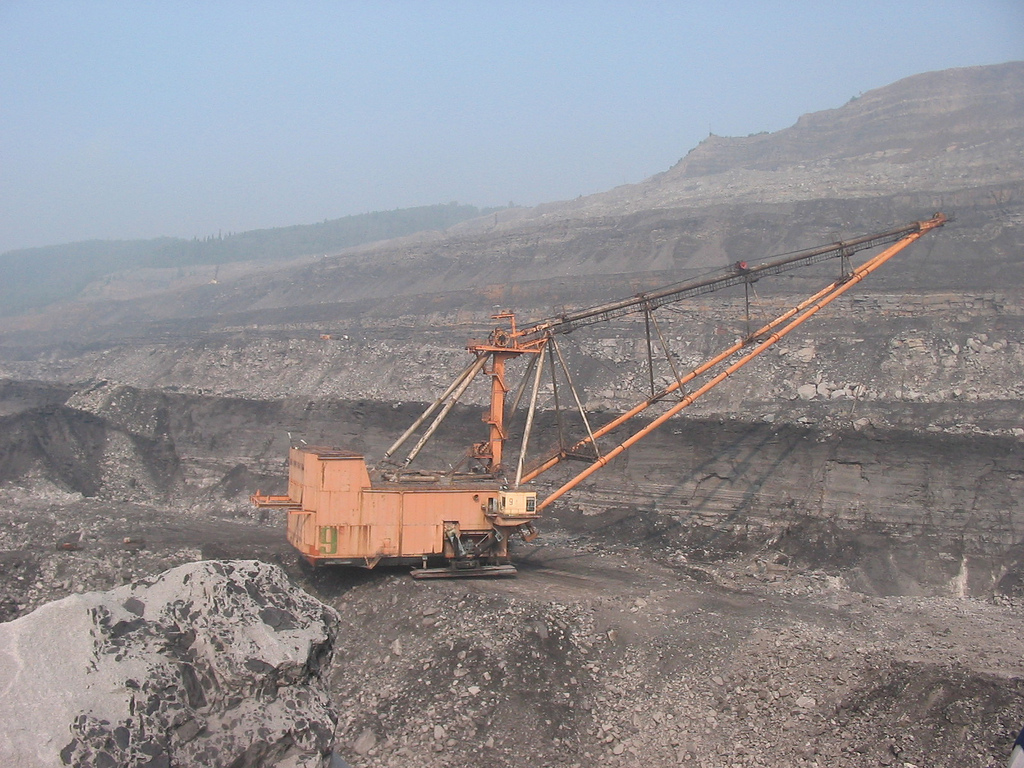
Explotación minera cerca de Mezhduréchensk

La población su origen en el asentamiento de "Olsheras", creado para atender los trabajos de las minas Tomusinskiy 1 y 2. El nombre se debe al río Olsheras, pequeño afluente derecho del río Usa. Los primeros constructores llegaron a la desembocadura del río Olsheras el 23 de septiembre de 1948 y en 1949 comenzó la construcción de las minas Tomusinskiy 1 y 2.
En 1951, Olsheras tenía 22.000 habitantes. El 23 de junio de 1955 las aldeas de Olsheras y Mezhduréchensk, situada en la orilla opuesta del río Usa, se unieron formando un único núcleo de población que pasó a llamarse Mezhduréchensk con estatus de ciudad.
En 1959, comenzó la explotación de las minas Tomusinskiy 3 y 4.
La ciudad está situada sobre la línea férrea entre Abakán-Novokuznetsk.

## Demografía
| 1959  | 1962  | 1967  | 1970  | 1973  | 1976  | 1979 | 1982 | 1986 | 1989  | 1992  | 1996  | 1998  | 2000  | 2001  |
| ----- | ----- | ----- | ----- | ----- | ----- | ---- | ---- | ---- | ----- | ----- | ----- | ----- | ----- | ----- |
| 54,5  | 64    | 79    | 81,7  | 86    | 89    | 91,2 | 96   | 103  | 107,0 | 107,5 | 104,1 | 103,9 | 104,4 | 105,2 |
| 2003  | 2005  | 2006  | 2007  | 2008  | 2010  |      |      |      |       |       |       |       |       |       |
| 102,0 | 103,0 | 103,7 | 103,5 | 103,8 | 103,9 |      |      |      |       |       |       |       |       |       |

## Economía
La economía de la ciudad se basa fundamentalmente en la extracción de carbón para el abastecimiento de las fábricas de acero y de energía del sur del Kuzbás.
En Mezhduréchensk operan cinco minas, incluyendo la más grande de Rusia: "Raspádskaya". Existen también dos plantas de procesamiento: "Kuzbás" y "Tomusínskaya".
En el área de Mezhduréchensk existen depósitos de carbón, hierro, manganeso, oro aluvial, materiales de construcción (arcilla, grava, mármol, piedra de cantera, granito, cuarcita), talco, fosfato, moscovita, etc.
Compañías importantes que operan en la zona son: "Compañía de carbón Raspádskaya", "Mezhduréchenskugol", y la "Compañía del carbón del sur del Kuzbass", "Mezhduréche", "Yushkuzbassugol".

## Ciencia y Cultura
La ciudad acoge filiales de las siguientes universidades: 
- Universidad Industrial Estatal de Siberia (en ruso: СибГИУ)[8]
- Universidad Técnica Estatal del Kuzbass (en ruso: КузГТУ)[9]
- Universidad Politécnica de Tomsk (en ruso: ТПУ)[10]
- Universidad Estatal de Arte y Cultura de Kémerovo (en ruso: КемГУКИ)[11]
- Universidad Estatal de Economía, Estadística e Informática de Moscú (en ruso: МЭСИ)[12]

- Museo de historia de la ciudad.[13]

## Climatología
El municipio de Mezhduréchensk tiene un clima marcadamente continental con grandes fluctuaciones de temperatura. Estas temperaturas severas suelen ir acompañadas de un alto grado de humedad debido a la localización de la ciudad, situada entre dos ríos y cercana a zonas pantanosas.
| Temperatura mínima absoluta: -48 °C          | Temperatura máxima absoluta: +39 °C       |
| Promedio anual de días con heladas: 107 días | Velocidad media anual del viento: 2,9 m/s |

| Parámetros climáticos promedio de Mezhduréchensk | Parámetros climáticos promedio de Mezhduréchensk | Parámetros climáticos promedio de Mezhduréchensk | Parámetros climáticos promedio de Mezhduréchensk | Parámetros climáticos promedio de Mezhduréchensk | Parámetros climáticos promedio de Mezhduréchensk | Parámetros climáticos promedio de Mezhduréchensk | Parámetros climáticos promedio de Mezhduréchensk | Parámetros climáticos promedio de Mezhduréchensk | Parámetros climáticos promedio de Mezhduréchensk | Parámetros climáticos promedio de Mezhduréchensk | Parámetros climáticos promedio de Mezhduréchensk | Parámetros climáticos promedio de Mezhduréchensk | Parámetros climáticos promedio de Mezhduréchensk |
| Mes                                              | Ene.                                             | Feb.                                             | Mar.                                             | Abr.                                             | May.                                             | Jun.                                             | Jul.                                             | Ago.                                             | Sep.                                             | Oct.                                             | Nov.                                             | Dic.                                             | Anual                                            |
| ------------------------------------------------ | ------------------------------------------------ | ------------------------------------------------ | ------------------------------------------------ | ------------------------------------------------ | ------------------------------------------------ | ------------------------------------------------ | ------------------------------------------------ | ------------------------------------------------ | ------------------------------------------------ | ------------------------------------------------ | ------------------------------------------------ | ------------------------------------------------ | ------------------------------------------------ |
| Temp. máx. media (°C)                            | -12.5                                            | -9.6                                             | -2.3                                             | 5.5                                              | 17.7                                             | 23.6                                             | 26.5                                             | 23.4                                             | 14.4                                             | 4.9                                              | -5.7                                             | -11.3                                            | 6.2                                              |
| Temp. media (°C)                                 | -16.9                                            | -15.5                                            | -9.6                                             | -1.2                                             | 9.5                                              | 15.2                                             | 18                                               | 15.2                                             | 7.8                                              | 0.1                                              | -9.8                                             | -15.4                                            | -0.2                                             |
| Temp. mín. media (°C)                            | -21.3                                            | -20.9                                            | -16.6                                            | -7.9                                             | 2.3                                              | 7.3                                              | 10.7                                             | 8.7                                              | 2.5                                              | -3.7                                             | -14                                              | -19.6                                            | -6                                               |
| Fuente: Kémerovo-Méteo                           |                                                  |                                                  |                                                  |                                                  |                                                  |                                                  |                                                  |                                                  |                                                  |                                                  |                                                  |                                                  |                                                  |